# パヴェウ・シビク
パヴェウ・シビク（Paweł Sibik 、1971年2月15日 - ）は、ポーランドの元サッカー選手。元ポーランド代表。ポジションはミッドフィールダー。

## 来歴
2002年2月に親善試合でポーランド代表デビュー。2002 FIFAワールドカップにも出場した。ポーランド代表で通算3試合に出場した。

## 代表歴

### 出場大会
- ポーランド代表
  - 2002 FIFAワールドカップ

### 試合数
- 国際Aマッチ 3試合 0得点（2002年）[1]

| ポーランド代表 | 国際Aマッチ | 国際Aマッチ |
| 年             | 出場        | 得点        |
| -------------- | ----------- | ----------- |
| 2002           | 3           | 0           |
| 通算           | 3           | 0           |